# Лешница (Ополско войводство)
Вижте пояснителната страница за други значения на Лешница.
Лешнѝца (на полски: Leśnica; на немски: Leschnitz) е град в Южна Полша, Ополско войводство, Стшелецки окръг. Административен център на градско-селската община Лешница. Заема площ от 14,50 км2.

## Местоположение
Разположено е на около 42 km югоизточно от войводския център Ополе.

## Население
Според данни от полската Централна статистическа служба, към 31 декември 2013 г. населението на града възлиза на 2 717 души. Гъстотата е 187 души/км2.

## Забележителности
В Регистърът на недвижимите паметници на Националния институт за наследството са вписани:
- Историческото селище
- Църква „Света Троица“ от 1717 г.
- Гробищна църква Света Богородица от XVI/XVII в.
- Масов гроб на Силезки въстаници
- Железопътна гара Лещница от 1933 г.
- Къща от XIX в., ул. Болеслав Хробри 11
- Къща от XIX в., ул. Болеслав Хробри 15
- Къща от XIX в., ул. Лигон 2
- Къща от XIX в., ул. Людова 1, 3, 5, 7, 9
- Къща от XIX в., ул. Млинска 2
- Къщи от XVIII/XIX в., Пазар 4, 7, 8, 12, 22, 23, 24, 25
- Къща от XIX в., ул. Стшелецка 3
- Воденица от XIX в.

## Спорт
- Фурболен отбор ЛЗС Лешница

## Побратимени градове
- Гербрун, Германия
- Кроствиц, Германия
- Фойтсберг, Австрия
- Черношице, Чехия